# Motocross Madness (2013)
Cet article concerne le jeu vidéo de 2013. Pour le jeu vidéo de 1998, voir Motocross Madness (1998).
Motocross Madness est un jeu vidéo de course de moto-cross développé par le studio autrichien Bongfish et édité par Microsoft Studios. Il est sorti en 2013 sur Xbox 360 en téléchargement à partir du Xbox Live Arcade. Il s'agit de la suite de deux jeux PC, Motocross Madness de 1998 et Motocross Madness 2 de 2000, qui ont été développés par Rainbow Studios.

## Développement
En juin 2012, Microsoft a annoncé qu'un nouveau jeu Motocross Madness intitulé Avatar Motocross Madness sortirait sur Xbox Live Arcade. Le titre a été raccourci pour Motocross Madness, pour sortir le 10 avril 2013.
Motocross Madness était disponible gratuitement pour les membres Xbox Live Gold dans le cadre du programme Games with Gold entre le 1er et le 15 août 2014. En décembre 2015, le jeu est devenu rétrocompatible avec la Xbox One.